# Pokryváč
Pokryváč je obec na Slovensku, v okrese Dolný Kubín v Žilinském kraji, na Oravě. Žije v něm 185 obyvatel.

## Historie
První písemná zmínka o vesnici pochází z roku 1583.

## Geografie
Obec leží v nadmořské výšce 640 m a její katastrální území má výměru 3,9 km².